# Municipio de Loran
El municipio de Loran (en inglés: Loran Township) es un municipio ubicado en el condado de Stephenson en el estado estadounidense de Illinois. En el año 2010 tenía una población de 1442 habitantes y una densidad poblacional de 15,88 personas por km².

## Geografía
Según la Oficina del Censo de los Estados Unidos, el municipio tiene una superficie total de 90.79 km², de la cual 90,77 km² corresponden a tierra firme y (0,03 %) 0,02 km² es agua.

## Demografía
Según el censo de 2010, había 1442 personas residiendo en el municipio de Loran. La densidad de población era de 15,88 hab./km². De los 1442 habitantes, el municipio de Loran estaba compuesto por el 99,03 % blancos, el 0,07 % eran asiáticos, el 0,28 % eran de otras razas y el 0,62 % eran de una mezcla de razas. Del total de la población el 2,43 % eran hispanos o latinos de cualquier raza.